# United States Adopted Names Council
Der United States Adopted Names Council oder USAN Council ist eine US-amerikanische Organisation mit Sitz in Chicago, deren Aufgabe darin besteht, das Gesundheitswesen der USA dahingehend zu unterstützen, indem es einfache, informative und unzweideutige Freinamen für vorhandene Medikamente vorschlägt. Dabei richtet sich die Namensgebung nach den pharmazeutischen oder chemischen Eigenschaften der entsprechenden Substanzen.
Ziel ist es, diese Namen weltweit zu verbreiten, sodass neben verschiedenen nationalen Institutionen und Organisationen wie der amerikanischen Zulassungsbehörde FDA auch mit dem International Nonproprietary Name (INN) Programm der WHO zusammengearbeitet wird.
Der Rat besteht aus fünf Mitgliedern, von denen die drei Sponsoren – die American Medical Association (AMA), die United States Pharmacopeial Convention (USP) und die American Pharmacists Association (APhA) – je eines stellen. Ein Mitglied wird von der US-amerikanischen FDA gestellt, das fünfte Ratsmitglied ist ungebunden.
Der Rat erledigt seine Aufgaben hauptsächlich über Korrespondenz und trifft sich zwei Mal im Jahr, um wichtige Fragen zu erörtern.